# Zygostelma benthamii
Zygostelma benthamii är en oleanderväxtart som beskrevs av Henri Ernest Baillon. Zygostelma benthamii ingår i släktet Zygostelma och familjen oleanderväxter. Inga underarter finns listade i Catalogue of Life.